# 7083 Kant
7083 Kant è un asteroide della fascia principale del diametro medio di circa 12,34 km. Scoperto nel 1989, presenta un'orbita caratterizzata da un semiasse maggiore pari a 2,8055276 UA e da un'eccentricità di 0,2273583, inclinata di 6,82098° rispetto all'eclittica.